# Macuilmiquiztli

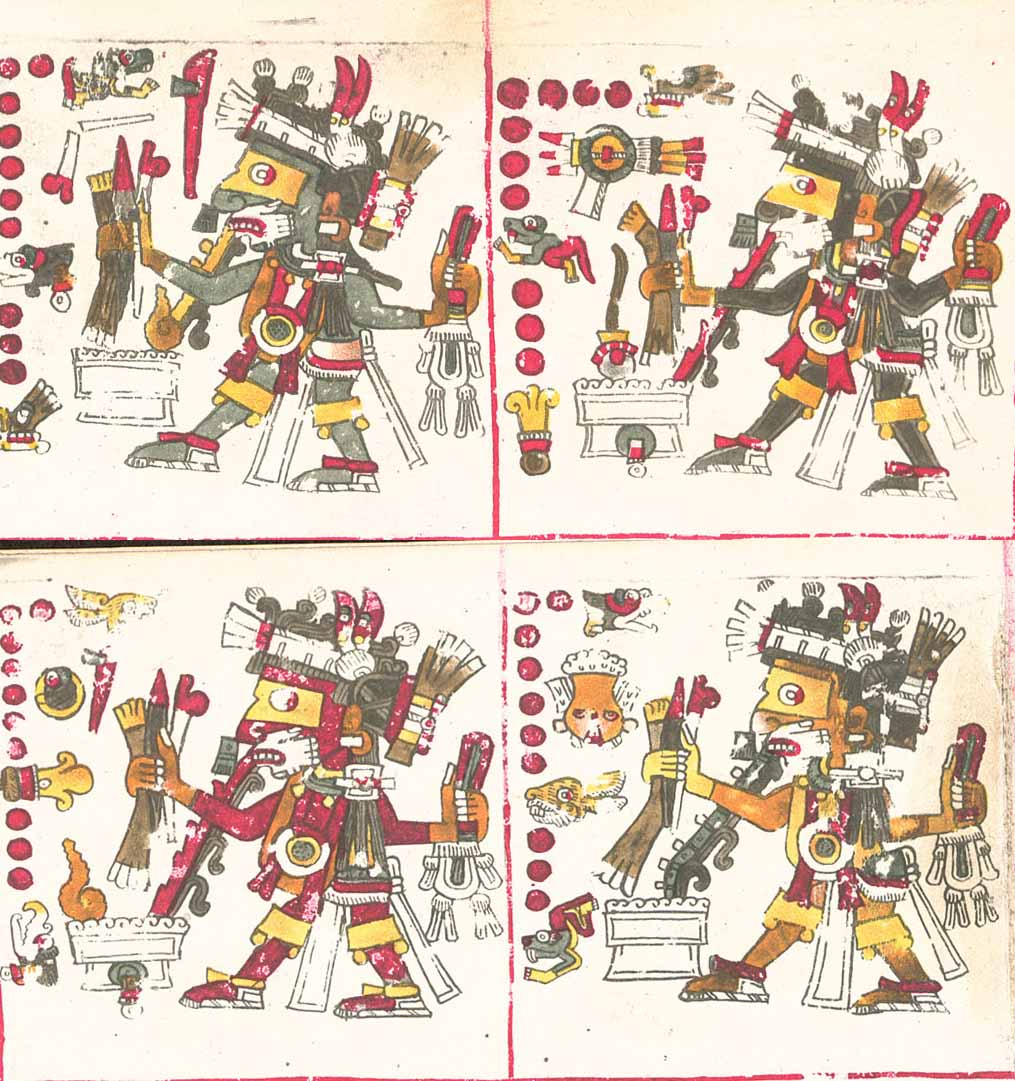
Macuiltonaleque, Códice Borgia.

Macuilmiquiztli (del náhuatl: Makwilmikistli ‘cinco muerte’‘makwilli, cinco; mikistli, muerte’) en la mitología mexica es un espíritu masculino encarnado de los hombres que murieron durante las batallas.
Entre los Macuiltonaleque, solo cinco son claramente identificados en el Códice Borgia:
- Macuilcozcacuauhtli (del náhuatl: Makwilkoskakwawtli ‘cinco zopilote’‘makwilli, cinco; koskakwawtli, zopilote’).
- Macuilcuetzpalin (del náhuatl: Makwilkwetspalin ‘cinco lagartija’‘makwilli, cinco; kwetspalin, lagartija’).
- Macuilmalinalli (del náhuatl: Makwilmalinalli ‘cinco hierba’‘makwilli, cinco; malinalli, hierba’).
- Macuiltochtli (del náhuatl: Makwiltochtli ‘cinco conejo’‘makwilli, cinco; tochtli, conejo’).
- Macuilxóchitl (del náhuatl: Makwilxochitl ‘cinco flor’‘makwilli, cinco; xochitl, flor’).